# Малі Татаркаси
Малі́ Татарка́си (рос. Малые Татаркасы, чув. Кĕçĕн Тутаркасси, Малтикас) — присілок у Чувашії Російської Федерації, у складі Великосундирського сільського поселення Моргауського району.
Населення — 115 осіб (2010; 327 в 2002, 174 в 1979; 224 в 1939, 223 в 1926, 171 в 1897, 112 в 1858).

## Історія
Історична назва — Кесен-Тутаркаси (до 1927 року). Утворився як виселок присілку Татаркаси (Великі Татаркаси). До 1866 року селяни мали статус державних, займались землеробством, тваринництвом. На початку 20 століття діяла олійня. 1929 року утворено колгосп «Комінтерн». До 1920 року присілок перебував у складі Татаркасинської волості Козьмодемьянського, до 1927 року — Чебоксарського повіту. 1927 року присілок переданий до складу Татаркасинського району, 1939 року — до складу Сундирського, 1962 року — до складу Ядрінського, 1964 року — до складу Моргауського району.

## Господарство
У присілку діє магазин.